# Daector gerringi
Daector gerringi, slatkovodna riba iz porodice Batrachoididae (žabovke), red Batrachoidiformes. Ova vrsta živi u tropskom području Južne Amerike u vodama bazena rijeka Baudo i San Juan, Kolumbija gdje je poznata pod uobičajenim lokalnim nazivom peje sapo, finski naziv za nju je kaivurikonnakala.
Prvi ju je opisao Rendahl (1941) u Notes on Colombian snakes. Sinonim: Thalassophryne gerringi, Rendahl, 1941.